# Влада Републике Косово
Влада Републике Косово (алб. Qeveria e Kosovës) врши извршну власт у Републици Косово.[a] Чине је министри, а предводи премијер. Премијера бира Скупштина Републике Косово. Министре предлаже премијер, а затим их одобрава Скупштина.
Аљбин Курти је актуелни премијер Републике Косово. Његову владу, постављену 22. марта 2021. године, чине Албанци, као и министри етничких мањина, међу којима су Бошњаци, Роми, Турци и Срби. Иако су у Влади представници етничких мањина, у њој доминира албанска већина која има највећи утицај на доношење одлука.

## Састав
Владу чине следећи званичници:
| Функција                                                            | Званичник            | Странка | Странка        |
| ------------------------------------------------------------------- | -------------------- | ------- | -------------- |
| Премијер Републике Косово                                           | Аљбин Курти          |         | Самоопредељење |
| Први заменик премијера за европске интеграције, развој и дијалог    | Бесник Бислими       |         | Самоопредељење |
| Други заменик премијера и министар спољних послова и дијаспоре      | Доника Гервала Шварц |         | Усуди се       |
| Трећи заменик премијера за мањинска питања и људска права           | Емилија Реџепи       |         | НДС            |
| Министарство пољопривреде, шумарства и руралног развоја             | Фатон Пеци           |         | Усуди се       |
| Министарство за заједнице и повратак                                | Ненад Рашић          |         | ПДС            |
| Министарство културе, омладине и спорта                             | Хајрула Чеку         |         | Самоопредељење |
| Министарство одбране                                                | Арменд Мехај         |         | Самоопредељење |
| Министарство економије                                              | Артане Ризваноли     |         | Независни      |
| Министарство образовања, науке, технологије и иновација             | Арберије Нагавци     |         | Самоопредељење |
| Министарство животне средине, просторног планирања и инфраструктуре | Либурн Алију         |         | Самоопредељење |
| Министарство финансија, рада и трансфера                            | Хекуран Мурати       |         | Самоопредељење |
| Министарство здравља                                                | Дафина Геџа Буњаку   |         | Независни      |
| Министарство индустрије, предузетништва и трговине                  | Розета Хајдари       |         | Самоопредељење |
| Министарство унутрашњних послова                                    | Џељаљ Свечља         |         | Самоопредељење |
| Министарство правде                                                 | Аљбуљена Хаџију      |         | Самоопредељење |
| Министарство локалне самоуправе                                     | Ељберт Краснићи      |         | НДИК           |
| Министарство регионалног развоја                                    | Фикрим Дамка         |         | ДТСК           |